# Большеворонежский
Большеворонежский — посёлок в Зиминском районе Иркутской области России. Входит в состав Филипповского муниципального образования.

## География
Находится примерно в 26 км к востоку от районного центра.

## Население
| 2002 | 2010 | 2011 | 2012 |
| ---- | ---- | ---- | ---- |
| 224  | ↘210 | →210 | →210 |

По данным Всероссийской переписи, в 2010 году в посёлке проживало 210 человек (106 мужчин и 104 женщины).